# Johannes Moreelse
Johannes Paulus Moreelse, ou Johan Pauwelszon Moreelse, né vers 1602 et mort en 1634 à Utrecht, est un peintre néerlandais baroque de l'école caravagesque d'Utrecht.

## Biographie
On sait peu de choses de la vie de Johannes Moreelse. Il étudie dans l'atelier de son père, Paulus Moreelse, célèbre portraitiste de l'époque. Il est ensuite à Rome, en 1627, où il est distingué par le Pape. Il meurt chez lui en 1634 lors d'une épidémie de peste. Ses œuvres connues sont peu nombreuses et ne lui sont attribuées que depuis les années 1970.

## Œuvres exposées
- Marie Madeleine pénitente, vers 1630,Musée des beaux-arts de Caen